# 費爾南德茲費奧市

費爾南德茲費奧市（西班牙語：Municipio Fernández Feo），是委內瑞拉的一個市，位於該國西南部塔奇拉州，首府設於聖拉菲爾德爾皮尼亞爾，始建於1962年，面積1,084平方公里，海拔高度500米，2013年人口47,893，人口密度每平方公里44.18人。